# Geomyini
Geomyini – plemię ssaków z podrodziny Geomyinae w obrębie rodziny gofferowatych (Geomyidae).

## Zasięg występowania
Plemię obejmuje gatunki występujące w Ameryce Północnej, Ameryce Środkowej i północnej Ameryce Południowej.

## Podział systematyczny
Do plemienia należą następujące występujące współcześnie rodzaje:
- Geomys Rafinesque, 1817 – goffer
- Zygogeomys Merriam, 1895 – tuzo – jedynym przedstawicielem jest Zygogeomys trichopus Merriam, 1895 – tuzo leśny
- Orthogeomys Merriam, 1895 – taltuza – jedynym przedstawicielem jest Orthogeomys grandis (O. Thomas, 1893) – taltuza olbrzymia
- Heterogeomys Merriam, 1895
- Pappogeomys Merriam, 1895 – goffertak – jedynym przedstawicielem jest Pappogeomys bulleri (O. Thomas, 1892) – goffertak stokowy
- Cratogeomys Merriam, 1895 – gofferowiec

Opisano również rodzaj wymarły:
- Pliogeomys Hibbard, 1954